# His Punishment (film, 1912)
His Punishment est un film muet américain réalisé par Thomas H. Ince et sorti en 1912.

## Fiche technique
- Titre : His Punishment
- Réalisation : Thomas H. Ince
- Dates de sortie : 
  -  États-Unis : 18 juin 1912

## Distribution
- J. Barney Sherry : Lieutenant Wade
- Ann Little : Silver Star/Little Dove
- Charles K. French : Black Hawk